# Elektroschlacke-Umschmelzverfahren

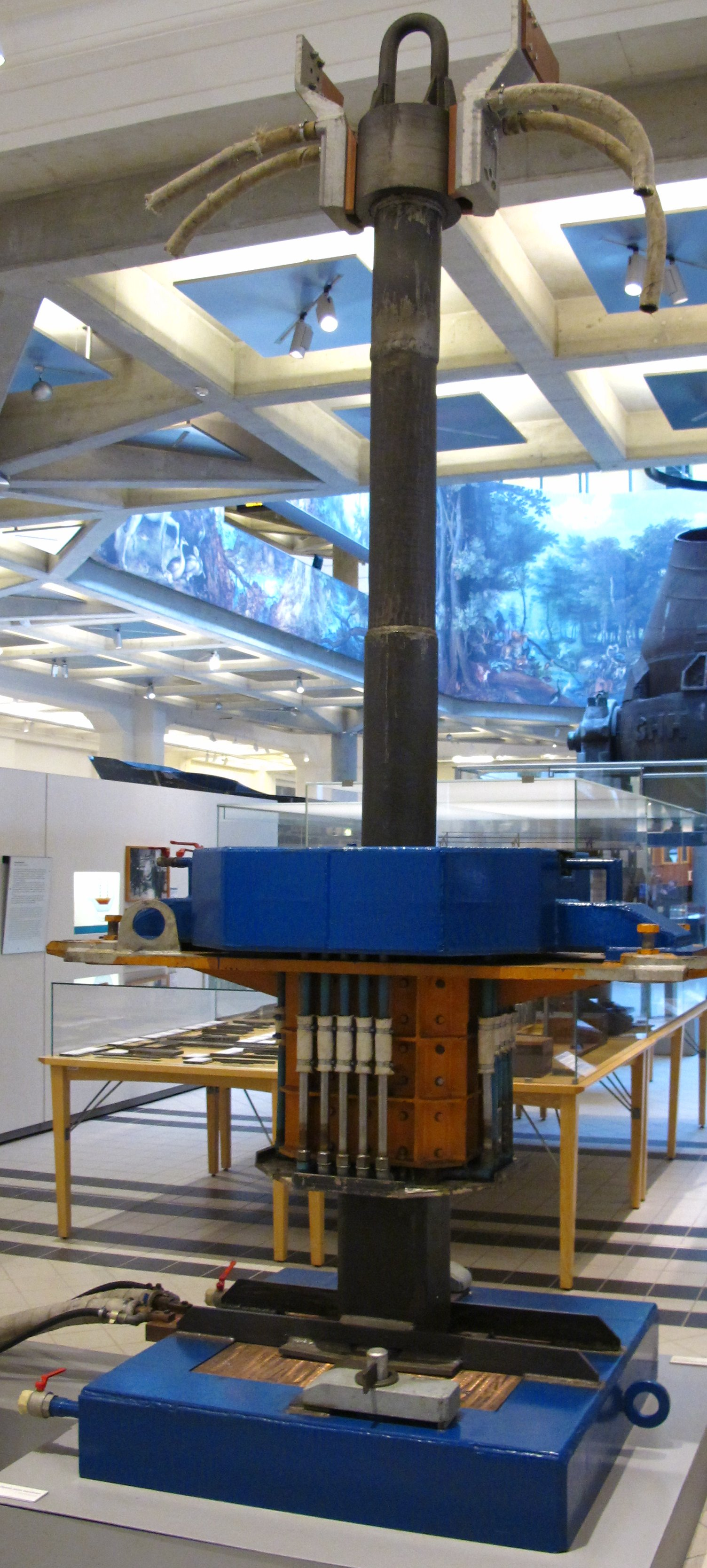
Elektroschlacke-Umschmelzanlage mit vertikal verfahrbarer Kokille im Technischen Museum Wien

Elektroschlacke-Umschmelzverfahren (Abkürzung ESU) ist ein metallurgisches Verfahren zur Herstellung von Stählen mit hoher Reinheit, gerichtet erstarrtem und somit fehlerarmem Gefüge oder Sonderlegierungen wie Titan.
Bei diesem Verfahren wird ein fester Stahlblock in das Schlackenbad einer Kokille eingetaucht, welches gleichzeitig als elektrischer Widerstand fungiert. Der Block fungiert als stromführende Elektrode und schmilzt ab. Beim Durchgang durch die Schlacke werden Schwefel und nichtmetallische Einschlüsse von der Schlacke aufgenommen und später abgeschieden. Der Stahl erstarrt unter der Schlacke in einer Kupferkokille.
Derart hergestellte Stähle weisen verbesserte technologische Eigenschaften auf:
- hoher sulfidischer und oxidischer Reinheitsgrad
- gleichmäßiges Erstarrungsgefüge durch die gesamte Blocklänge und den ganzen Blockquerschnitt
- besonders hohe Zugfestigkeit
- sehr gute Zähigkeit auch im Kern großer Werkstücke